# Сюко

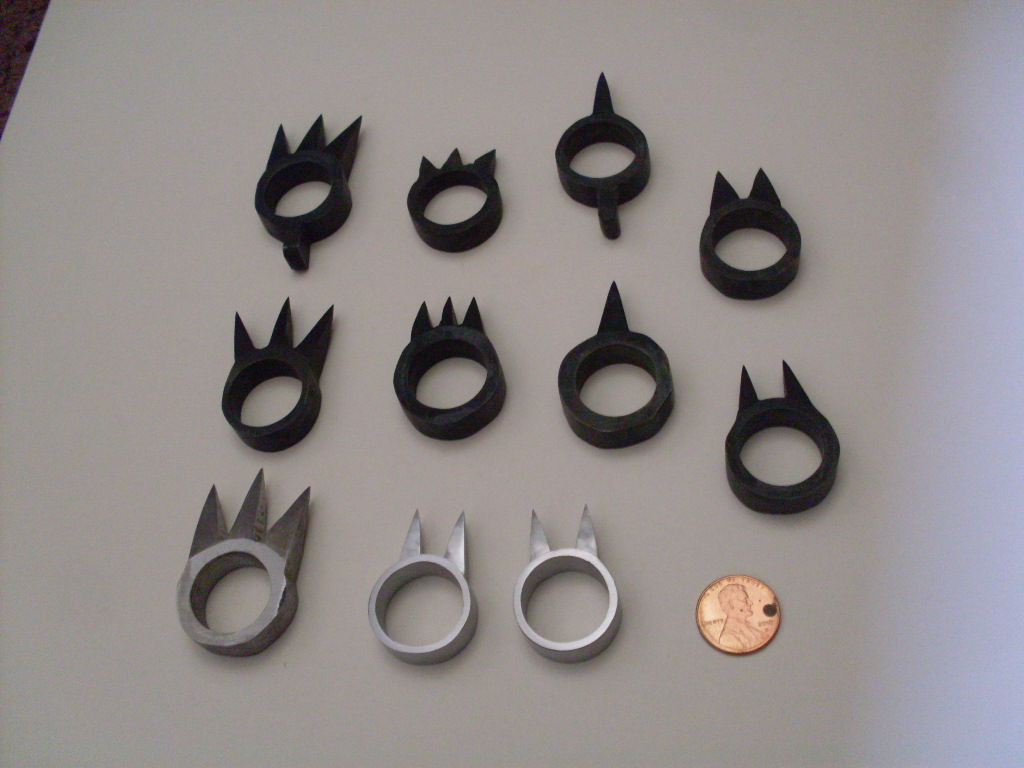
Какутэ

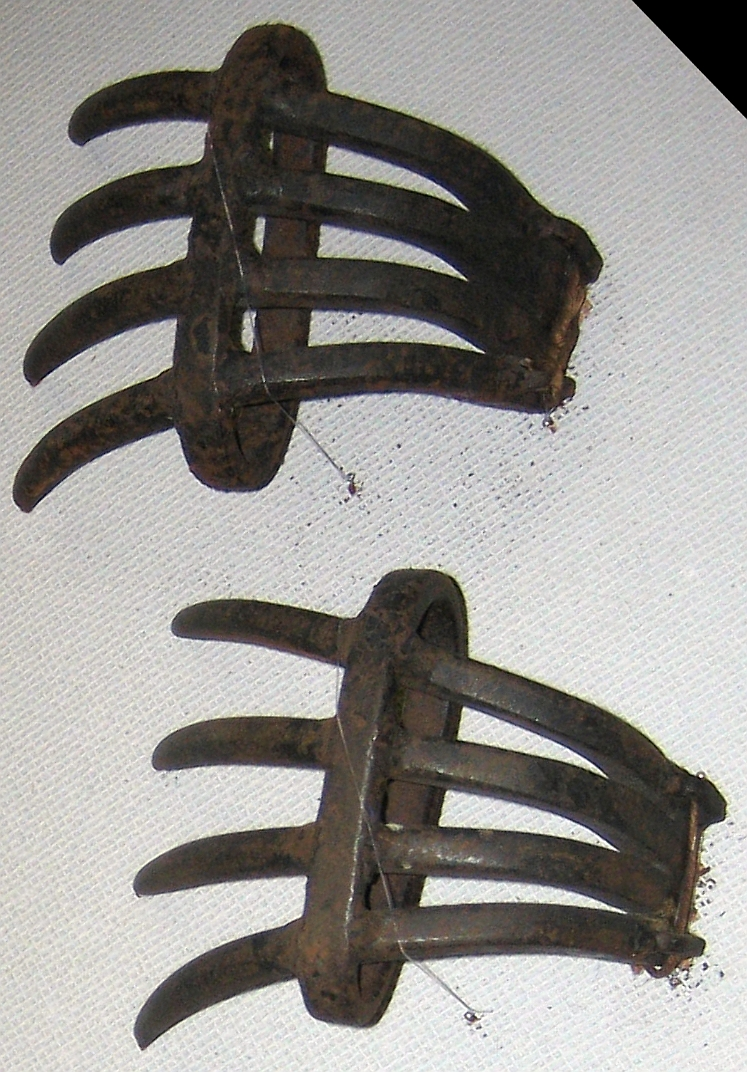
Тэкко-каги

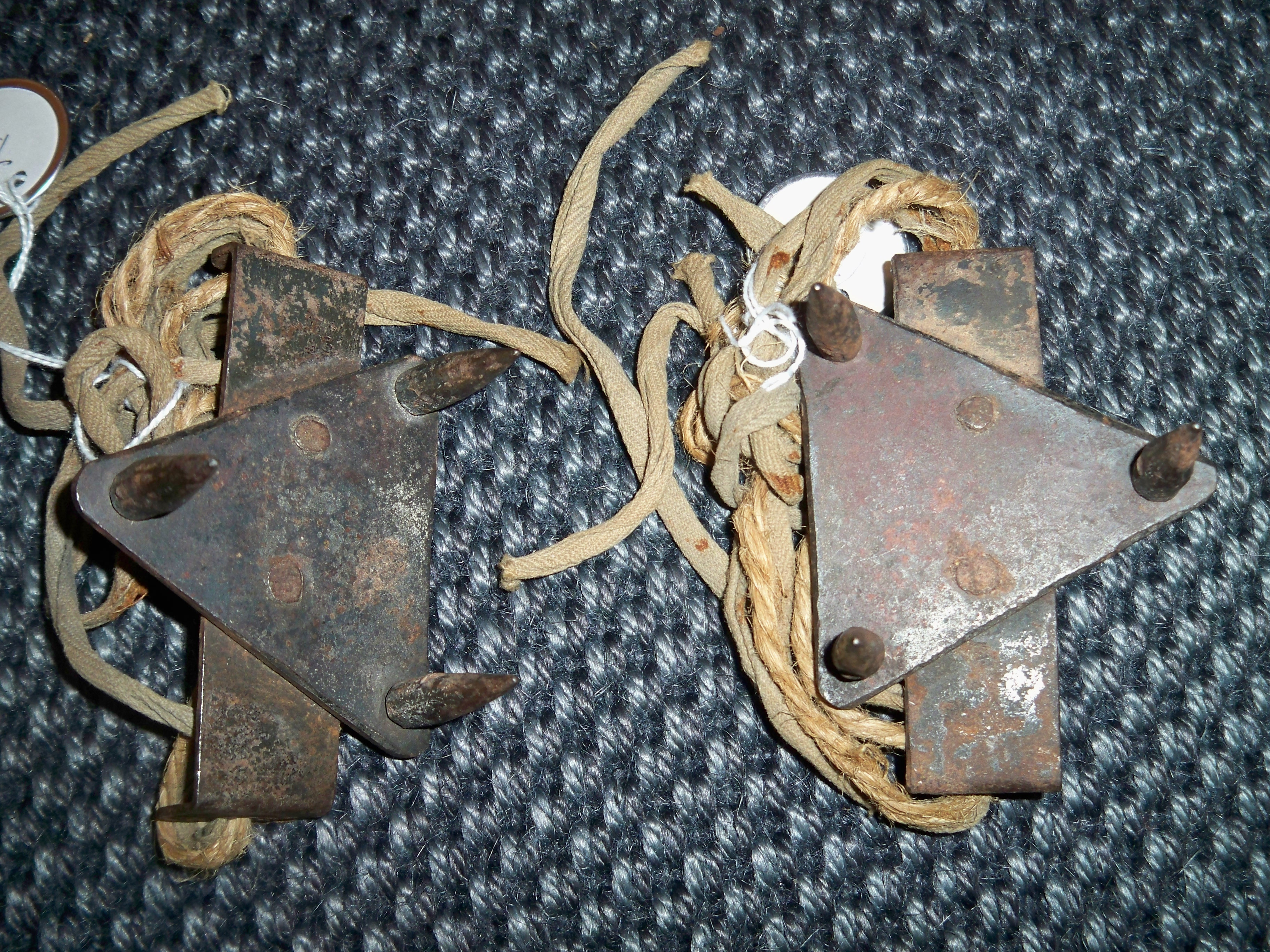
Асико

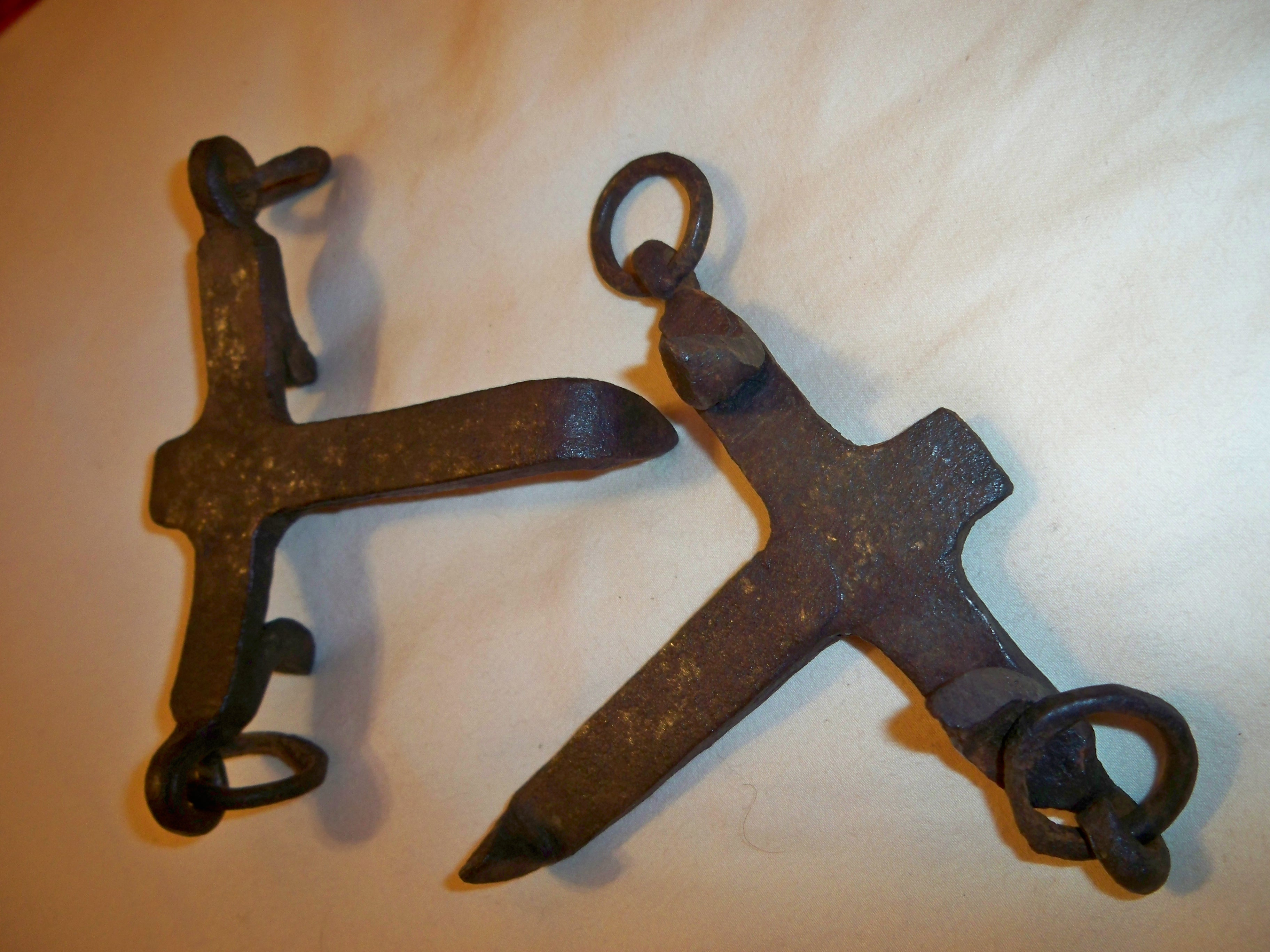
Асико

Сюко — так называлось оружие из арсенала тайного оружия ниндзя, представлявшее собой крепившиеся как на руки (сюко), так и на ноги (асико) шипы или когти. 
Назначение этого оружия было весьма разнообразно — от захвата лезвия оружия противника «голой» рукой до взбегания по почти отвесным стенам крепости при помощи «когтей», прикрепленных к ступне ноги.
Исторические предшественники «сюко» — индийский «багнак» и полинезийская «самоанская перчатка».
Наручные когти (сюко, или текаги) — надевались на внутреннюю или наружную сторону ладони. Они представляли собой деревянные пластины с загнутыми металлическими шипами. Когти (tekkokagi), напоминающие когти медведя, изготавливались из металла и надевались на руку. Было две разновидности когтей: одна надевалась на ладонь, а другая на тыльную сторону кисти. В обоих случаях когти крепились к браслету, сделанному из очень толстой металлической полосы.
Это оружие ближнего боя наносило страшные увечья и оставляло на теле незаживающие раны и шрамы. Такое оружие часто использовалось для достижения психологического превосходства над противником. Когда ниндзя выскакивал из темноты или спрыгивал с дерева, одного вида этого оружия было достаточно, чтобы обратить противника в бегство.